# 曾水源
曾水源（1831年？—1855年），清朝广西省浔州武宣县人，太平天国人物。
曾水源粗通文墨，早年曾在农村私塾教书，1850年，冯云山在胡以晄家宣传拜上帝会，曾水源当即参加。1851年金田起义后，封御林侍卫，渐得杨秀清器重和洪秀全赏识，负责拟撰诏书、批答奏章、处理公文等。不离洪、杨身边。1852年，8月，随西王萧朝贵督师袭长沙，萧朝贵中炮牺牲，曾水源与林凤祥等继续攻城。10月，擢伸后副侍卫，仍掌文书。12月。擢土官正将军。参与攻克岳州（今岳阳）。1853年，下湖北武昌，改任东殿簿书。太平天国定都天京（今南京）后，擢职同检点，5月，任东殿左丞相。11月，升天官又正丞相，12月，率太平军攻三汊河，救出扬州守军，赏赐黄袍。1854年3月，升天官正丞相，仍理东王府事。7月，天父下凡，命将天父圣旨、天兄圣旨和天命诏书。攻打高淳东坝败回，收入东王牢狱。1855年因遭杨秀清猜忌而被杀。杨秀清被杀后，曾水源得到平反。墓葬为曾水源墓。